# 2—3-й Восточные
2—3-й Восточные микрорайоны — жилой массив в Долгинцевском районе города Кривой Рог Днепропетровской области.

## История
В мае 1991 года начато строительство новых микрорайонов в восточной части Долгинцевского района.
В течение 1991 года заселено 17 домов. 

## Характеристика
Жилой массив высотной застройки в восточной части Долгинцевского района на левом берегу реки Саксагань.
Имеет 71 многоэтажный дом в которых проживает 16,2 тысячи человек.
Площадь 600 000 м². Есть улицы Вячеслава Черновола, Независимости Украины, Лисового, Приозёрная и Сахарова.